# Xã Albion, Quận Wright, Minnesota
Xã Albion (tiếng Anh: Albion Township) là một xã thuộc quận Wright, tiểu bang Minnesota, Hoa Kỳ. Năm 2010, dân số của xã này là 1.255 người.